# Oberleitungsbus Coimbra

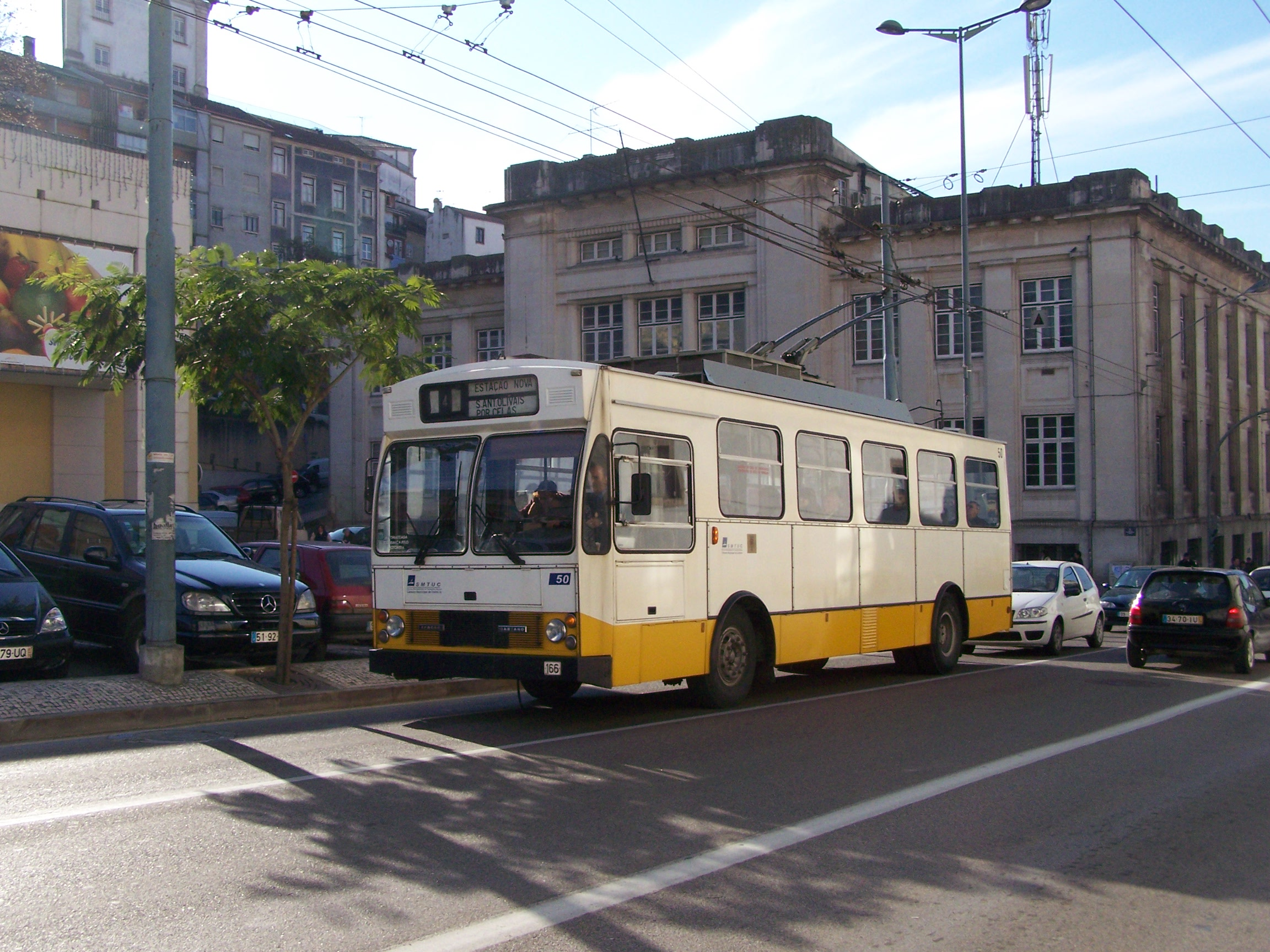
2006: ein Obus des Typs Caetano Efacec in Coimbra

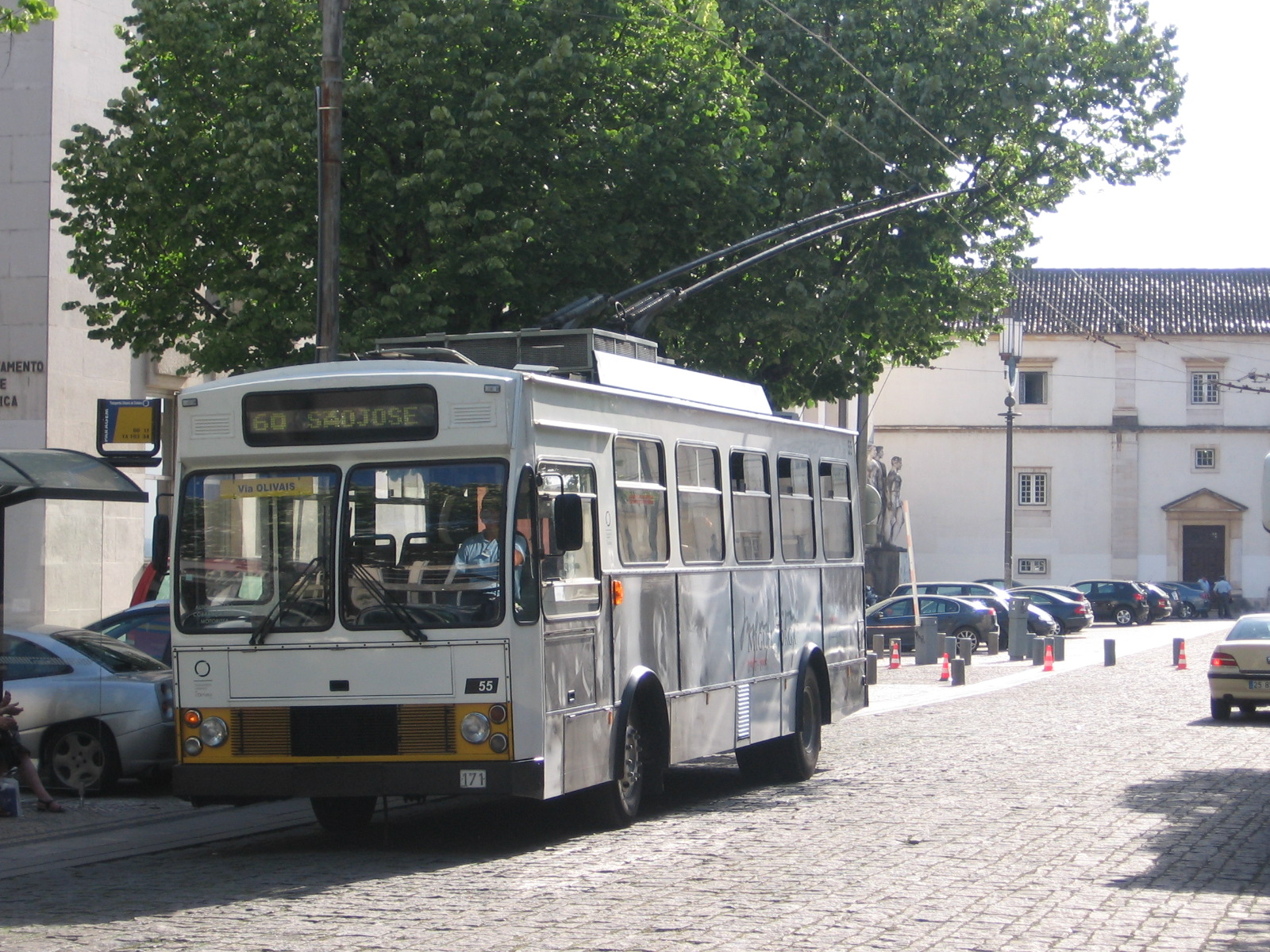
Wagen 55 im Mai 2009

Der Oberleitungsbus Coimbra ist der älteste und heute einzige Oberleitungsbus-Betrieb in Portugal. Die Betreibergesellschaft ist die städtische Verkehrsgesellschaft Serviços Municipalizados de Transportes Urbanos de Coimbra, abgekürzt SMTUC.

## Geschichte und Gegenwart
Der Betrieb in Coimbra wurde am 16. August 1947 mit zunächst nur zwei Wagen des Typs Saurer eröffnet. Bis 1959 war dies die einzige Obus-Anlage Portugals, seit der 1997 erfolgten Einstellung des Betriebs in Porto ist dies wiederum der Fall. Heute verkehren in Coimbra auf zwei Linien elf Solo-Obusse des Typs Caetano Efacec, sie wurden in den Jahren 1984 bis 1986 gebaut. Einer davon stammt aus Porto (Wagen 71, Baujahr 1983, ehemals Nummer 74). Er kam nach der Einstellung des dortigen Betriebes 1997 nach Coimbra. Eine Erneuerung des Fahrzeugparks ist beabsichtigt, bisher wurde jedoch nur ein einziger Solaris Trollino 12 angeschafft.
Im Jahr 2013 führten Fahrplaneinschränkungen der STMUC zu einem reduzierten Trolleybusverkehr. So war der Betrieb in den Sommerferien gänzlich eingestellt und auch an den Wochenenden fuhren keine Trolleybusse. Als Ersatz fuhren Dieselbusse. An Werktagen außerhalb der Sommerferien fand ein Mischverkehr mit Diesel- und Trolleybussen statt, wobei nur drei bis vier Kurse elektrisch fuhren.
Seit dem 23. März 2021 findet aufgrund von Straßenbauarbeiten kein Betrieb statt, allerdings ist die Wiederaufnahme vorgesehen.